# إفتح قلبك (برنامج جزائري)
إفتح قلبك برنامج تلفزيوني جزائري، حيث تقوم فكرة البرنامج على حل المشاكل الاجتماعية، النسخة الجزائرية من البرنامج الفرنسي Y a que la vérité qui compte, وهو أيضا برنامج ذو طابع إنساني يفتح أبواب الحوار أمام كل أطياف وفئات المجتمع، كي يتوصلوا إلى حل لمشاكلهم وإقامة علاقات الصلح بين الأفراد المتخاصمين معهم وجمع شملهم مرة أخرى من أجل تصفية القلوب والمشاعر وإعادة الأمور إلى طبيعتها. البرنامج من تقديم الرياضية الجزائرية سليمة سواكري ويبث حالياً على قناة الشروق تي في، أول عرض كان في 24 نوفمبر 2016.

## المواسم
| المواسم | عدد الحلقات | القناة    | البث الأصلي    | البث الأصلي |
| المواسم | عدد الحلقات | القناة    | أول عرض        | أخر عرض     |
| ------- | ----------- | --------- | -------------- | ----------- |
| 1       | 23          | الشروق TV | 24 ديسمبر 2016 | 4 مايو 2017 |
| 2       |             | الشروق TV | 28 ديسمبر 2017 | -           |

## وصلات خارجية
- الصفحة الرسمية للبرنامج
- إفتح قلبك  على فيسبوك.